# Пратећи батаљон Врховног штаба НОВ и ПОЈ
Пратећи батаљон Врховног штаба НОВ и ПОЈ био је самостална јединица Народноослободилачке војске Југославије са задатком обезбеђења Врховног команданта НОВ и ПОЈ Јосипа Броза Тита и других чланова Врховног штаба. Формиран је 4. новембра 1942. и тада је у свом саставу имао три чете, са око 180 бораца. Настао је развојем Страже Главног штаба која се од 24. септембра 1941. бавила обезбеђењем чланова Главног штаба НОПОЈ, након њиховог преласка на слободну територију. Током рата ова јединица је најпре децембра 1941. реорганизована у Пратећи вод Врховног штаба, а потом марта 1942. у Пратећу чету Врховног штаба.
Батаљон је поред непосредног обезбеђења чланова Врховног штаба, водио борбу са непријатељским јединицама и вршио заштиту дела територије на којој је боравио Врховни штаб. Током рата истакао се учешћем у многим борбама, посебно током великих непријатељских офанзива. За време борби на Неретви и Сутјесци његове пешадијске чете обезбеђивале су чланове Врховног штаба и Извршног одбора АВНОЈ-а, а инжињеријска чета извршила је бројне задатке у рушењу и постављању мостова, као и обезбеђењу прелаза преко Раме, Неретве, Пиве, Таре и Сутјеске. Борци Пратећег батаљона, посебно су се истакли у току немачког ваздушног десанта на Дрвар 25. маја 1944. када су заједно са припадницима Официрске школе Врховног штаба, имали одлучујућу улогу у одбијању немачког напада на пећину у Дрвару.
Након преласка Врховног штаба на Вис, тамо је прешао само Коњички ескадрон, док су пешадијске чете стављене под привремену команду Штаба Првог пролетерског корпуса, са чијим су јединицама прешле пут од Босанске крајине до Црне Горе, где су прешле под команду Штаба Другог ударног корпуса. Током боравка у Црној Гори батаљон је обезбеђивао партизански аеродром код Жабљака и учествовао у Дурмиторској операцији, након чега је пошао за Србију. Преко Ваљева и Аранђеловца, у ослобођени Београд дошао је 21. октобра 1944. где је након неколико дана послужио као основа за формирање Гардијске бригаде.
У току постојања пратеће јединице Врховног штаба, од септембра 1941. до октобра 1944, погинуло је 105 њених бораца, од којих су четворица проглашени за народне хероје. Одликован је Орденом заслуга за народ са златном звездом и Орденом братства и јединства са златним венцем. Поводом петнаестогодишњице битке на Сутјесци 3. јула 1958. батаљон је одликован Орденом народног хероја.

## Пратеће јединице Врховног штаба 1941—1942.

### Стража Врховног штаба
Половином септембра 1941. Јосип Броз Тито и чланови Главног штаба НОПО Југославије (Александар Ранковић, Иван Милутиновић и Лола Рибар) напустили су окупирани Београд и прешли на ослобођену територију западне Србије, где су од 21. септембра боравили у Крупњу. Одмах по њиховом доласку јавила се потреба за формирањем засебне јединице која би се бавила њиховим обезбеђењем. Током Титовог кратког боравка у селу Робаје, код Мионице, од 18. до 21. септембра, о његовој безбедности бринуо се Бомбашки вод Ваљевског партизанског одреда. Како се истовремено припремало саветовање Главног штаба, одлучено је да се формира јединица за обезбеђење. Овај задатак, Александар Ранковић је 23. септембра 1941. поверио Лазару Трпковићу, политичком комесару чете Рађевског батаљона у Ваљевском одреду, који је одабрао 20 бораца и са њима дошао у Столице, где је од команде места преузео стражарску службу. Тада је формирана Стража Главног штаба, која је обезбеђивала простор рудника, у чијој је управној згради 26. и 27. септембра 1941. одржано саветовање Главног штаба, на коме је између осталог његов назив измењен у Врховни штаб. Непосредно пре преласка Врховног штаба у село Толисавац, 29. септембра 1941. извршена је реорганизација Страже Врховног штаба — борци који су се налазили на обезбеђењу рудника враћени су у своју јединицу, а у Стражу је распоређено 11 бораца из Колубарског батаљона Ваљевског одреда, које је Ранковићу упутио Стево Филиповић.
Први састав Страже Врховног штаба сачињавали су командир Лазар Трпковић и борци — Томо Васић, Милорад Грујичић Мића, Ратко Ђукановић, Хасан Кумалић, Драган Малинић, Богдан Марјановић, Милорад Марјановић Мићија, Озрен Солдатовић, Никодин Перић, Момчило Секулић Мома и Војислав Воја Тодоровић. Током боравка Врховног штаба у Толисавцу, Стража је 13. октобра 1941. допуњена са четворицом нових бораца — Драгослав Продановић, Милић Секулић, Живорад Ћосић и Бошко Чолић, који је изабран за Титовог пратиоца. Борци који су обезбеђивали Врховни штаб у почетку нису знали кога тачно обезбеђују, сем да је Штаб који чувају виши од Штаба Ваљевског одреда, чији су борци били. Непосредно пред одлазак у Ужице, Ранковић је окупио борце Страже и рекао им да они обезбеђују највише руководство Народноослободилачког покрета Југославије — чланове Политбироа ЦК КПЈ и Врховног штаба НОПОЈ. Команданта Врховног штаба они су тада знали само по надимку Стари, како су га ословљавали други чланови руководства.
Врховни штаб је 15. октобра 1941. преко Крупња, Рујевца и Љубовије дошао у Ужице, које је ослобођено 24. септембра 1941. и које је тада постало центар слободне територије познате као „Ужичка република”. Током боравка у Ужицу, Тито и чланови Врховног штаба боравили су у просторијама Народне банке, у чијем је трезору смештена партизанска фабрика наоружања. Због потребе за већим бројем бораца, који би вршили стражарске послове у новим околностима, Стража је почетком новембра допуњена са још седам бораца — Милутин Деспотовић Омладинац, Ђорђе Драгичевић Ђуза, Радомир Дудић, Милисав Живановић Јагодинац, Панта Пантић Робајац, Драгомир Ружичић Цигић и Александар Тепавчевић Енглез. Непосредно пре њих, у Стражу је крајем октобра примљен политички комесар Рађевског батаљона Живорад Јеремић Моделар, који је успео да се скоком у Дрину спаси од стрељања, на које су га повели четници, који су га заробили у Љубовији приликом једног састанка. Након што је успео да дође у Ужице, доведен је најпре у команду места, а потом код Тита, који га је задржао у Стражи.
Током боравка у Ужицу, борци Страже и курири Врховног штаба почели су са политичким радом и изучавањем Историје СКП(б). Борци који су били чланови Комунистичке партије, распоређени су у партијску ћелију Врховног штаба, која је формирана још у Толисавцу, а чији је секретар био Иван Мачек, један од учесника бекства робијаша-комуниста из затвора у Сремској Митровици. На једном од састанака ове партијске ћелије на Титов предлог у чланство КПЈ примљен је Хасан Кумалић, металски радник из Ваљева. У пратњи групе од пет бораца Страже, међу којима је био Бошко Чолић, као и Сретена Жујовића и Митра Бакића, Тито је 26. октобра 1941. отишао у Брајиће на други састанак са командантом Војночетничких одреда пуковником Драгољубом Михаиловићем. Приликом прославе годишњице Октобарске револуције у Ужицу, 7. новембра 1941. у војном дефилеу учествовало је око 20 припадника Страже као коњички ескадрон. Како већина бораца никада пре није јахала коње, њиховом припремом је руководио командир Лазар Трпковић, а увежбавао их је Богдан Марјановић, који је војни рок служио у коњичкој јединици Југословенске војске. Приликом експлозије у партизанској фабрици оружја 22. новембра 1941. страдало је око 120 радника и цивила, који су се нашли у некадашњем трезору Народне банке. Међу погинулима је био Драгослав Продановић (1908—1941), први погинули борац пратеће јединице Врховног штаба, док су рањени Ђорђе Драгићевић, Хасан Кумалић и др.
Немачке акције извођене крајем новембра 1941, у склопу Прве непријатељске офанзиве, све више су биле уперене према центру партизанске територије, па је Врховни штаб 29. новембра 1941. напустио Ужице и прешао на Златибор. Услед продора немачких снага, партизани су се морали повући јужније и прећи у италијанску окупациону зону, па је даљи пут Врховног штаба настављен према Дренови, код Пријепоља, где се задржао десетак дана. Приликом боравка у Доњој Дренови, Тито и група бораца, која га је обезбеђивала, били су 14. децембра 1941. изненађени од стране једне италијанске јединице, али су успели да се на време склоне.

### Пратећи вод Врховног штаба
На путу од Дренове према Рудом, Врховни командант НОПОЈ Јосип Броз Тито се 15. и 16. децембра 1941. задржао у Новој Вароши, која је ослобођена 4. децембра и у коју су претходно дошли остали чланови Врховног штаба. У Новој Вароши је 16. децембра извршена реорганизација Страже и формиран Пратећи вод Врховног штаба, који је допуњен са седам нових бораца — Војо Бјековић, Илија Велимировић, Драгољуб Драго Грујичић, Гавро Дотлић, Миодраг Јовановић Корчагин, Раша Поповић и Џокеј, након чега је имао укупно 25 припадника. Командир Пратећег вода и даље је остао Лазо Трипковић, а вест о реорганизацији јединице борцима је саопштио Иво Лола Рибар. После краћег задржавања у Рудом, где је 21. децембра 1941. формирана Прва пролетерска ударна бригада, Тито и чланови Врховног штаба су пошли на Романију, где су у околини Соколца боравили до половине јануара 1942. године. Потом су прешли у Горажде, а одатле 25. јануара дошли у Фочу, која је постала центар нове ослобођене територије у источној Босни.
Током боравка у ослобођеној Фочи, где се налазио и део чланова Врховног штаба НОП и ДВЈ и Централног комитета КПЈ, Тито је најпре боравио најпре у хотелу Герстл, у центру града, док су борци Пратећег вода били смештени у просторијама поште, која се налазила преко улице. Од краја фебруара 1942. Тито је преко дана одлазио на железничку станицу, а ноћу се враћао у хотел, да би се почетком марта 1942. у потпуности преселио на железничку станицу у објекат назван „Дупла стража”, који је пре рата служио за становање железничког особља. Организација живота у Фочи, била је слична оној у Ужицу, па су при Команди места организоване кројачка, обућарска, пекарска и друге радионице, а борци из Пратећег вода су одређени за старешине у тим радионицама. У Фочи је формирана партизанска болница, која је касније прерасла у Централну болницу Врховног штаба. У болницу су почетком фебруара 1942. дошли рањени и промрзли борци Прве пролетерске бригаде (учесници Игманског марша). Након сазнања да је 10 бораца Словеначког вода, који се налазио у саставу Петог шумадијског батаљона, страдало у борби у Пјеновцу, 21. јануара 1941, Тито је наредио да се преостали борци из овог вода (Павле Жаухар,  Иван Манфреда, Антон Милич, Албин Пиберник, Феликс Хрчек, и Оскар Шалви Силво) уђу у састав Пратећег вода Врховног штаба. Пиберник је тада постављен за политичког делегата вода. Словенци из пратеће јединице Врховног штаба, заједно са Словенцима из других партизанских јединица (укупно њих око 30), окупљени су августа 1942. током боравка Врховног штаба на Цинцару и заједно са куририма, који су донели пошту из Словеније, упућени у Словенију. Током фебруара 1942. Пратећи вод је допуњен и новим борцима, међу којима су били — Ђуро Вујовић,, Марко Поповић Пипер и Милан Чубрило. Као искусан борац, који је ратно искуство стекао у Шпанији, Вујовић је одређен за личног пратиоца Врховног команданта. Приликом обиласка оближњег села Брод, на молбу једног сељака, коме су четници убили жену, сина и ћерку, Тито је у Пратећи вод примио његовог петнаестогодишњег сина Сафета Дедовића.
Након што се почетком марта 1942, Тито са делом чланова Врховног штаба, у потпуности преселио у део града на десној обали Дрине, Пратећи вод је подељен на два дела. Командир Трпковић је са 15 бораца отишао да обезбеђује Врховног команданта, док је преостало људство, са политичким делегатом Пиберником остало у центру Фоче, са задатком обезбеђивања другог дела руководства Народноослободилачког покрета. Како су задаци обезбеђења били све сложенији, Пратећи вод је почетком марта допуњен са око 50 нових бораца, углавном старешина из Ваљевског и Мачванског одреда, који су непосредно пре тога успели да пређу Дрину и пребаце се из западне Србије у источну Босну. Међу борцима који су тада ушли у састав јединице били су — Димитрије Бајалица, Милан Беловуковић Дева, Владан Бојанић, Ђуро Дулић, Момо Ђурић, Петар Јовановић Комирићанац, Сава Керковић, Богосав Митровић Шумар, Радојица Ненезић, Раде Ристановић, Мића Станојловић, Лука Стевић и др.

### Пратећа чета Врховног штаба
Убрзо након што је допуњен новим борцима из западне Србије, Пратећи вод је 16. марта 1942. реорганизован у Пратећу чету Врховног штаба НОП и ДВЈ, која је имала 82 борца. За командира чете постављен је Момчило Момо Ђурић, адвокатски приправник из Ваљева, док је његов заменик постао дотадашњи командир Пратећег вода Лазар Трпковић. За политичког комесара чете именован је Албин Пиберник, а за његовог заменика Владан Бојанић, студент права из Белотића, код Осечине. Чета је подељена на два вода, чији су командири били — Мића Станојловић, командир Првог вода и Живан Димитријевић Гија, командир Другог вода. Крајем априла 1942. Пратећа чета је нарасла на око 100 бораца, а почетком маја је допуњена са седам бораца-инжињераца из Команде места, од којих је формирана Инжињеријска десетина, чији је командант био Владимир Смирнов, начелник Техничког одсека Врховног штаба.
После преко три месеца проведена у Фочи, Врховни штаб је услед све јачег притиска непријатељских снага, током Треће непријатељске офанзиве, одлучио да се из источне Босне повуче према Црној Гори. Након што је Врховни штаб увече 9. маја напустио Фочу, део бораца Пратеће чете је остао у граду, као обезбеђење док се не повуку остале јединице, после чега је Инжињеријска десетина порушила мостове на Дрини и Ћехотини. Врховни штаб је потом кратко боравио у Шћепан Пољу, на Црном језеру и у Плужинама, одакле је почетком јуна 1942, под новим налетом офанзиве, вратио у околину Фоче. Ту је 19. јуна 1942. донета одлука о походу пролетерских бригада у Босанску крајину, који је започет 24. јуна преко Зеленгоре и Трескавице. Током боравка у Плужинама, група бораца из Пратеће чете добила је задатак да обезбеђује делегацију Врховног штаба (Сретен Жујовић, Лола Рибар и Милева Планојевић) на путу у Херцеговину, где су имали разговоре са Штабом НОП одреда за Херцеговину и Штабом Прве пролетерске бригаде. У све сложенијој ситуацији, када су сви чланови руководства партизанског покрета, непрекидно били изложени опасности, Александар Ранковић је половином јуна 1942. одредио Радета Ристановића, бившег борца Ваљевског одреда, за још једног личног пратиоца Врховног команданта. Истовремено је борац Марко Поповић Пипер одређен за курира Врховног штаба, а како је ускоро примљено још курира, он је постао њихов командир. Тих дана, у Врховни штаб је из Централне болнице стигла Олга Милошевић, лекарка и супруга Симе Милошевића, која је одређена за лекара Врховног штаба и његове Пратеће чете. Одмах по доласку, она је борцима Пратеће чете одржала неколико предавања и показала им које су шумске биљке за јело, а које нису, пошто је у исхрана бораца у то време исхрана била доста слаба.
Приликом поласка на поход у западну Босну, главнина партизанских снага подељена је у две колоне — леву колону чиниле су Прва пролетерска и Трећа санџачка бригада, а десну Друга пролетерска и Четврта црногорска бригада. Врховни штаб је такође подељен, па су Тито и део Врховног штаба кренули са десном колоном, у којој је била и Централна болница, а док је други део Врховног штаба ишао са левом колоном. Борци Пратеће чете обезбеђивали су оба дела Врховног штаба. Након преласка преко Бјелашнице, партизанске снаге су почетком јула 1942. избиле у околину Коњица, одакле су даљи пут наставиле према Прозору, који је ослобођен 13. јула. Потом је поход настављен преко Макљена, Радуше и Цинцара, где је Врховни штаб боравио двадесетак дана, а успут су вршени напади на усташке гарнизоне у Ливну и Купресу. Током боравка на Цинцару Пратећа чета је попуњена са неколико бораца из Петог крајишког одреда, који су повучени са положаја из околине Дрвара. Након заузимања Ливна, почетком августа 1942. Пратећа чета је из ратног плена добила већу количину наоружања и друге војне опреме.
Са Цинцара је Врховни штаб 16. августа кренуо према Гламочу, у чијој је околини боравио месец дана, а потом је прешао у Млиниште, код Мркоњић Града, где је остао до 8. октобра. Након тога је до 25. новембра 1942. боравио у Оштрељу, а потом наизменично у Бихаћу и Босанском Петровцу, све до почетка јануара 1943. године. Током боравка у Гламочу, Тито је био смештен у две виле, које су се налазиле у шуми Бусија. При Команди места у Гламочу организоване су кројачка, обућарска и друге радионице, којима је руководио економат Врховног штаба. Кројачка радионица сашила је тада од заплењене италијанске ћебади прве партизанске униформе које су додељене члановима Врховног штаба и борцима Пратеће чете. Приликом напада на италијанско-усташке гарнизоне у централној и западној Босни, а посебно приликом заузимања Прозора, заплењен је већи број моторних возила — путничких аутомобила, теретних камиона, аутобуса и мотоцикала, која су потом довезена у Гламоч. По наређењу Врховног штаба, из пролетерских бригада скупљени су возачи (њих 29), од којих је средином августа 1942. формирана Аутомобилска чета Врховног штаба, чији је командир био Владо Секулић, подофицир Југословенске војске. За потребе Врховног команданта издвојено је тада неколико возила, због чега су четворица возача пребачена у састав Пратеће чете — Лазо Бећовић, Раша Дуканац, Никола Никица Прља и Перо Убовић. Прља је одређен за личног возача Врховног команданта и тако постао његов четврти лични пратилац.
Током боравка у околини Млиништа, Пратећа чета је обезбеђивала логор Врховног штаба, а шире подручје обезбеђивали су делови Прве пролетерске бригаде. Убрзо након доласка, борци Пратеће чете су слушајући радио Слободна Југославија из Москве чули вест да је „поручник Жарко Броз, командир гардијског вода Црвене армије, син партизанског вође у Југославији, изашао излечен из болнице после рањавања у одбрани Москве, децембра 1941. и да је добио највише одликовање Совјетског Савеза”. На овај начин борци су сазнали презиме свог Врховног команданта. Средином септембра 1942. Пратећа чета почела је да се попуњава новим борцима који су послати из партизанских јединица из Лике, Кордуна и Баније, као и појединачно борцима из пролетерских бригада, па је до краја септембра укупно допуњена са 30 нових бораца.
Како се боравак у Млиништу одвијао у партизанском логору и није било много објеката за чување, као раније у ослобођеним градовима, борци Пратеће чете су имали више слободног времена. Како би се ово време искористило на прави начин, почела је да се изводи војна обука — у руковању личним наоружањем, учењу стројевог корака, стражарске службе и др. У обуци бораца посебно се истицао командир Првог вода Мића Станојловић, који је пре рата био активни поднаредник Југословенске војске. Након што су партизанске снаге 25. септембра 1942. ослободиле Јајце, група бораца Пратећег вода је са војноистражним органима Врховног штаба, којима је руководио Александар Ранковић, отишла у Јајце ради саслушавања заробљеника. Након три дана, Јајце је посетио и Тито, који се ту сусрео са Костом Нађем и члановима Штаба Оперативне зоне за Босанску крајину. Приликом повратка из Јајца у Млиниште, командир Првог вода Станојловић упао је у четничку заседу и погинуо, у непосредној близини логора Врховног штаба. Пар дана потом у четничку заседу на путу Јајце—Мркоњић Град упала је и група чланова Врховног штаба, предвођена Ранковићем. Борци који су их обезбеђивали на време су заузели положај и прихватили борбу, у којој су елиминисали заседу. У овој изненадној борби посебно се истакао Бошко Лековић, борац-курир Друге пролетерске бригаде и син првог народног хероја Петра Лековића, кога је потом Тито примио у Пратећу чету.

## Ратни пут Пратећег батаљона 1942—1944.

### Формирање Пратећег батаљона
Услед опасности од непријатељских снага, које су са истока наступале према Јајцу и Мркоњић Граду, Врховни штаб је 8. октобра 1942. прешао у Оштрељ, код Босанског Петровца, где је боравио у затвореним теретним вагонима на слепом шумском колосеку. За време боравка Врховног штаба у Оштрељу, Јосип Броз Тито је одлазио на неколико дана у Дрвар, Босански Петровац и Бихаћ, након његовог ослобођења. Овде је донета одлука о оснивању Антифашистичког већа народног ослобођења и наредба о формирању првих дивизија и корпуса Народноослободилачке војске (НОВЈ), чиме је Врховни штаб НОП и ДВЈ преименован у Врховни штаб НОВ и ПОЈ. На Оштрељу су обављене припреме за рад пионирског курса и курса везе при Врховном штабу, који су отпочели са радом средином октобра 1942. у Босанском Петровцу. Предавачи на овим курсевима, били су између осталог и припадници Пратеће чете — Душан Новаковић, бивши резервни инжињеријски поднаредник Југословенске војске из Сремске Митровице и Методије Антунац Неђо, ПТТ техничар из Шибеника. Недуго потом обављене су припреме и за оснивање Официрске школе Врховног штаба, која је организована у Доњем Лапцу у Лици.
Са повећањем слободне територије, познате као „Бихаћка република”, повећаван је и број припадника свих органа Врховног штаба, па су тиме повећани и задаци Пратеће чете која је 4. новембра 1942. у Босанском Петровцу преформирана у Пратећи батаљон Врховног штаба. Припреме за ову реорганизацију, почеле су још средином октобра 1942. када је од Главног штаба НОП одреда Хрватске затражено да пошаље 30 бораца за потребе пратеће јединице Врховног штаба. Тражена попуна стигла је почетком новембра и чинио је 31 борац из Шесте приморско-горанске бригаде. Заједно са наређењем, Главном штабу Хрватске послат је и писани критеријум за избор бораца:
| „ | 1) да поменути борци буду проверени у току Народно-ослободилачке борбе, поуздани и одани, спремни да пођу свуда тамо где иде Врховни штаб; 2) да међу њима буде радника и сељака и да се испита њихово социјално порекло, те побуде за ступање у редове Народно-ослободилачке војске, степен њихове политичке свести и изграђености; 3) да буду наоружани и не баш лоше опремљени; 4) уколико међу њима буде било чланова Партије и СКОЈ-а треба приложити њихове карактеристике | ” |

Штаб Пратећег батаљона сачињавали су — командант Момчило Ђурић, политички комесар Живорад Јеремић Моделар, заменик команданта Милорад Мића Јанковић, заменик политичког комесара Бранка Савић, интендант Милосав Живановић Јагодинац, референт санитета Олга Милошевић, омладински руководилац Гроздан Ђукановић и командант курира Марко Поповић Пипер. Приликом формирања Пратећи батаљон је имао две чете са укупно 112 бораца. Штаб Прве чете чили су — командир Богосав Митровић Шумар, политички комесар Стеван Балабан, заменик командира Перо Трикић, заменик политичког комесара Војин Стијеповић и омладински руководилац Миле Врањеш, док су командири водова били Андрија Медић и Антон Сарашон. Штаб Друге чете чинили су — командир Димитрије Кољковић Диша, политички комесар Радомир Дудић, заменик командира Ратко Поповић, заменик политичког комесара Драгутин Божовић и омладински руководилац Зарије Стругар, док су командири водова били Коста Танкосић и Симо Сабљић. Трећа инжињеријска чета формирана је 23. новембра 1942. после завршетка пионирског курса и курса везе, када је највећи број слушалаца курсева задржан у овој чети. Штаб Треће чете сачињавали су — командир Душан Новаковић, политички комесар Милутин Деспотовић Омладинац, заменик командира Радојица Вуковић, заменик политичког комесара Вјекослав Споја и омладински руководилац Станко Штетић. Поред редовних задатака, борци инжињеријске (пионирске) чете обављали су инжињеријске радове. Формирањем Треће чете Пратећи батаљон имао је у свом саставу укупно 175 бораца и старешина.

### Од Бихаћа до Неретве, 1943.
Неколико дана пре Првог заседања АВНОЈ-а у Бихаћ је прешао Врховни штаб НОВ и ПОЈ који се сместио на први спрат зграде жупаније, док се у приземљу сместио Штаб Пратећег батаљона и борци Прве чете, која је обезбеђивала објекат. Друга чета сместила се у згради гимназије, а Трећа чета у зграду у близини жупаније. Зграду Соколског дома, у којој је у ноћи 26/27. новембра 1942. одржано Прво заседање АВНОЈ-а, такође су обезбеђивали борци Пратећег батаљона. Током боравка у Бихаћу, Тито је одлазио у обилазак оближњих места — Личко Петрово Село; Слуњ где је обишао Главни штаб НОВ и ПО Хрватске и Јасеницу, где је извршио смотру Четврте крајишке дивизије. Приликом посете Цазину, 23. децембра 1942, у пратњи Ивана Рибара и Нурије Поздерца говорио је на народном збору, где је први пут јавно рекао да се зове Јосип Броз и да је металски радник из Хрватског загорја. Почетком јануара 1943. Тито је прешао у средњовековну тврђаву Острожац, код Цазина, где су га обезбеђивали Прва чета и Први вод Треће чете Пратећег батаљона, који је поправио прилазни пут од Уне до тврђаве. Остали део Врховног штаба, предвођен Александром Ранковићем, као и људство из органа Врховног штаба, остао је у Бихаћу (део се налазио и у Босанском Петровцу), где их је обезбеђивала Друга чета и Други вод Треће чете.
Немачко-италијанске снаге, потпомогнуте домобранско-усташким и четничким јединицама, крајем јануара 1943. покренуле су Операцију Вајс и из више праваца напале територију Бихаћке републике, посебно у правцу Бихаћа. Тито је тада напустио Острожац и преко Бихаћа, где му се придружио део Врховног штаба, кренуо према Дрвару. Преостали део Врховног штаба међу последњима је напустио Бихаћ, након чега су борци Првог вода Треће инжињеријске чете порушили мост на Уни, преко кога су претходно прешле колоне избеглица из Лике, Кордуна, Баније и других подручја. Почетком фебруара 1943. у Дрвару је одржан састанак Врховног штаба на коме је донета одлука о пробијању Оперативне групе дивизија у правцу Неретве. Након тога, Врховни штаб се поделио у два дела — Тито и ужи део Врховног штаба, обезбеђен Првом четом, пошао је преко Босанског Грахова према Ливну, док је други део Врховног штаба, са Другом четом, остао још неколико дана у Дрвару, где је непосредно руководио дејством јединица и евакуацијом избеглица. Средином фебруара 1943. у Томиславграду одржан је састанак Врховног штаба са руководиоцима Прве, Друге и Треће дивизије на коме је разрађен план извођења противофанзиве. Након састанка, Тито је прешао у Шћит, где је боравио у фрањевачком самостану, а овде му се убрзо придружио и други део Врховног штаба, предвођен Ранковићем. После ослобођења Прозора, Тито се крајем фебруара пребацио у село Грачац, а пар дана касније у Грачаницу, где је већ прешао други део Врховног штаба. Овде је 28. фебруара 1943. одржана заједничка седница Врховног штаба и Политбироа ЦК КПЈ на којој је донета одлука о противудару код Горњег Вакуфа и рушењу мостова на Рами и Неретви. Борци Треће инжињеријске чете извршили су рушење једног моста на Рами и четири моста на Неретви, након чега су по Титовом наређењу поред срушеног железничког моста, код Јабланице, за две ноћи и један дан, саградили пешачки мост дужине 80, а висине 30 метара, преко кога се од 8. до 14. марта 1943. на леву обалу Неретве пребацило око 20.000 припадника НОВ и ПОЈ, од чега око 6.000 рањеника, као и бројне избеглице. У току најкритичнијих момената битке на Неретви, од ослобођења Прозора, 22. фебруара до преласка Неретве, 12. марта непосредно обезбеђење Врховног команданта вршила је Друга чета Пратећег батаљона. У борбама у долини Раме, марта 1943. погинуло је троје бораца Пратећег батаљона — Лука Ковијанић, Радисав Милушић и Анте Орлић.
Након преласка Неретве, Врховни штаб је након краћег задржавања на Прењу, кренуо према Борачком језеру, где је боравио неколико дана. Потом је 18. марта 1943. наставио према Коњицу, одакле се пребацио у околину Фоче, где је од 25. марта до 2. маја боравио у селима Драче и Говза. Овде је извршена реорганизација Пратећег батаљона, који је претходно допуњен са преко 100 бораца из јединица Оперативне групе дивизија. Од постојећег људства формирана је нова Трећа пешадијска чета, док је дотадашња Трећа инжињеријска чета постала Четврта чета. Штаб нове Треће чете сачињавали су — командир Петар Јовановић Комирићанац, политички комесар Милован Бата Батановић, заменик командира Војислав Стојчић, заменик политичког комесара Гроздан Ђукановић и омладински руководилац Радован Додиг, док су командири водова били Душан Карановић и Никола Кличковић. Приливом нових бораца Пратећи батаљон је након реорганизације имао укупно 262 борца, од којих се 190 налазило у прве три пешадијске чете, 44 у инжињеријској чети, а 28 у Штабу батаљона и помоћним водовима (вод који се старао о коњима, магацин и радионица). У тренутку реорганизације батаљона, инжињеријска чета се налазила ван његовог састава, јер је претходно 28. марта привремено додељена Другој пролетерској бригади, која је заједно са Првом пролетерском из рејона Калиновика пошла у правцу Дрине ради покушаја евентуалног преласка у Србију.

### Од Сутјеске до Петровог Поља, 1943.
Почетком маја 1943. Врховни штаб НОВ и ПОЈ је напустио околину Фоче и кренуо према Шћепан Пољу, где је разматран план о продору Главне оперативне групе НОВЈ у Србију, односно у Метохију, па је с тим у вези формирана Дринска оперативна група. Одавде се Врховни штаб 11. маја 1943. пребацио на Дурмитор, где је боравио на Леверу Таре и Ђурђевића Тари, а потом на Црном језеру, где га је 15. маја 1943. затекао почетак Операције Шварц, нове немачко-италијанске офанзиве. Током боравка на Црном језеру, одржана је 26. маја 1943. седница Врховног штаба на којој је донета одлука о пробоју из окружења у правцу источне Босне, а у ноћи 27/28. маја 1943. у Врховни штаб је стигла прва савезничка војна мисија, односно Одељење за везу савезничке Команде за Средоземље. Након што је 12. маја 1943. примљена вест о доласку савезничке војне мисије, на висораван у близини села Његовуђа, код Жабљака, упућена је, у пратњи Прве чете Пратећег батаљона, делегација Врховног штаба у којој су били — Моша Пијаде, Павле Илић и Павле Савић, која је сачекала шест чланова британског Одељења за везу, чији је шеф био капетан Бил Стјуарт, а његов заменик капетан Вилијам Дикин. Одмах по доласку војне мисије, из састава Пратећег батаљона издвојена је група од 11 бораца од које је формирана самостална десетина са задатком обезбеђења војне мисије. Десетар је био Милисав Живановић Јагодинац, а дужност преводиоца обављао је Александар Тепавчевић Енглез. Од формирања ове десетине она је обезбеђивала савезничке мисије при Врховном штабу све до њиховог одласка у Бари, са Купрешког поља 3. јуна 1944. године.
Убрзо након доласка савезничке војне мисије, Врховни штаб је напустио Црно језеро и дошао у кањон Пиве, где је 3. јуна 1943. одржан састанак Врховног штаба и Политбироа ЦК КПЈ на коме је усвојен план о пробоју из окружења у два правца — Прва и Друга дивизија, са Врховним штабом, добиле су задатак да се преко Сутјеске и Зеленгоре пробију у источну Босну, а Трећа и Седма дивизија, са Централном болницом, да се преко Таре пробију у Санџак. Како је на Пивској висоравни, запретила опасност да немачке трупе са Маглића пресеку пут колони Врховног штаба према кањону Сутјеске и угрозе око 3.000 рањеника Централне болнице, одлучено је да се борци Прве и Друге чете Пратећег батаљона обједине у једну групу, под командом командира Прве чете Богосава Митровића и упуте на превој између Маглића и Модре стене и задрже га док не стигне појачање. Борбе са јаким немачким снагама вођене су на овом положају два дана, чиме је омогућен несметани пролаз колоне Врховног штаба и рањеника. Преостали делови Пратећег батаљона запосели су положаје изнад Мратиња, а Трећа и Четврта инжињеријска чета остале су у непосредном обезбеђењу Врховног штаба.
Након што се Врховни штаб из Пивског кањона пребацио на Маглић, овде је 6. јуна 1943. одржан састанак са командантима Прве и Друге дивизије око правца пробоја из окружења. Даљи пут настављен је преко превоја Драгош седло и одатле кроз прашуму Перућицу до кањона Сутјеске. У рејону Тјентишта и брда Озрен, приликом немачког бомбардовања 9. јуна 1943. рањен је Врховни командант НОВ и ПОЈ Јосип Броз Тито. Том приликом погинули су командант Четврте црногорске бригаде Вако Ђуровић, шеф војне мисије Бил Стјуарт, Титов лични пратилац Ђуро Вујовић и још петорица бораца — Вилим Брђан Приморац, Душан Совиљ и Славко Споја, из Друге чете и Милан Варићак, Бошко Јовић Мали Јагодинац из Треће чете. Поред њих, истог дана од немачке авијације страдали су борци — Славко Бојић, Петар Лончар, Милош Узелац и Спасоје Стејић Баћо, стари револуционар који се налазио на дужности економа у интендантури Врховног штаба. Након Титовог рањавања, Врховни штаб се спустио у долину Хрчавке и одатле кренуо ка катуну Лучким колибама, где је Тита обишао Штаб Друге пролетерске дивизије. Боравак на Лучким колибама био је веома критичан, пошто се са обе стране пута, којим се кретала Главна оперативна група, развила жестока борба, јер су немачке јединице покушавале да затворе тај правац. У таквој ситуацији, Друга чета је преузела непосредно обезбеђење Тита и чланова Врховног штаба, док су Прва, Трећа и Четврта чета упућене на положаје на оближњим косама према узвишењу Трескавцу, где су се претходно пробиле мање немачке снаге и нашле су у непосредној близини Врховног штаба. Како је ситуација била све критичнија, половина Друге чете упућена је на положај на оближњој коси према Љубином гробу, одакле су групе Немаца покушавале да прођу кроз простор између партизанских положаја. У борбама током 10. јуна 1943. погинуло је шест бораца Пратећег батаљона — Бранко Гашпаревић, Петар Граховац, Душан Кокир и Драгољуб Марковић, из Друге чете и Станко Граховац и Јован Самарџић из Треће чете.
Врховни штаб је на Зеленгори 11. јуна 1943. одржао саветовање на коме је донета одлука да се све јединице које се налазе у окружењу пробију ка источној Босни, с обзиром да је Прва пролетерска дивизија успела да се 10. јуна 1943. пробије кроз непријатељски обруч, код Балиновца и избије на пут Фоча—Калиновик. Заједно са Другом пролетерском дивизијом, Врховни штаб се 13. јуна 1943. у близини Миљевине пробио из непријатељског обруча, након чега је наставио према Гајтановићима где су сутрадан немачке снаге успеле да изненада продру до смештаја Врховног штаба. Борци Првог вода Треће чете, предвођени командиром Душаном Карановићем пружили су отпор и успели да задрже Немце, док су се чланови Врховног штаба и остале чете Пратећег батаљона повукли према засеоку Црнота. Прелазак преко пруге Сарајево—Вишеград, Врховни штаб је извршио у ноћи 16/17. јуна 1943. подељен у две групе. Прва група у којој је био Тито, ужи део Врховног штаба и Прва, Друга и део Четврте чете, прешао је пругу код Стамболчића, а други део Врховног штаба и Трећа и део Четврте чете код Сјетлине. Преласком пруге, наступио је знатно мирнији период, с обзиром да је напуштена зона дејства непријатељске офанзиве. У току Пете непријатељске офанзиве, односно од боравка у кањону Пиве, код села Барни До, 2. јуна до преласка железничке пруге, код Подграба 17. јуна 1943.  погинуло је укупно 29 бораца Пратећег батаљона. Највише погинулих било је из Друге чете (10), потом из Треће (9) и Прве (7), док су тројица била из позадине батаљона. Подељен у две колоне Врховни штаб је наставио покрет према Романији и 20. јуна 1943. стигао у Боговиће, одакле се пребацио у околину Кладња и Олова, где је боравио до половине јула 1943. године. Овде је у извршена реорганизација Пратећег батаљона и расформирана Трећа чета, а њеним борцима су попуњене Прва и Друга чета, па је након тога батаљон поново имао три чете — две пешадијске и једну инжињеријску. У периоду од краја офанзиве до доласка у Кладањ, у Пратећи батаљон је примљено 11 бораца из разних јединица. Тада су извршене и одређене измене у Штабу батаљона — Ђуро Бошковић је постављен за политичког комесара, а Вецо Радичевић за заменика политичког комесара. Уместо погинулог Ђуре Вујовића, за Титовог личног пратиоца постављен је Зарије Стругар, борац Друге чете родом са Цетиња.
Услед концентричног напада 369. легионарске дивизије, 7. СС дивизије Принц Еуген, усташко-домобранских и четничких снага на слободну територију у источној Босни, Врховни штаб и Седма дивизија су вештим маневром, на простору Олова и Кладња, успели да се носе са непријатељем и избегну окруживање. У околини Хан Пијеска одржан је 15. јула 1943. састанак Врховног штаба НОВ и ПОЈ и Политбироа ЦК КПЈ на коме је одлучено да се Врховни штаб пробије на запад, због могуће капитулације Италије. Након вишедневног покрета, Врховни штаб је 4. августа 1943. стигао у Петрово Поље, на падинама Влашића, где је у близини села направљен логор Врховног штаба, који су обезбеђивали борци Пратеће чете, док је обезбеђење ширег терена обављала Прва пролетерска бригада. Боравак на Петровом Пољу, за чланове Врховног штаба и борце Пратећег батаљона, био је први прави одмор након шестомесечних борби, усиљених маршева, пробоја из окружења и других ратних напора. Одавде је помоћник начелника Врховног штаба Павле Илић Вељко са Четвртом инжињеријском четом отишао на Влашић, где су припремили терен на који су савезнички авиони падобраном спустили ратни материјал за потребе НОВЈ, а потом се средином августа 1943. спустила група од четири америчка посматрача. После доласка америчке мисије, она је припојена британском Одељењу за везу, а специјална десетина, која их је обезбеђивала, тада је допуњена са још неколико бораца. Инжињеријска чета остала је на Влашићу, ради обезбеђења припремљеног летелишта, све до 24. августа. На Петрово поље је 20. августа 1943. стигла група од 25 бораца из Једанаесте крајишке дивизије, претежно из Пете крајишке бригаде, који су били попуна Прве и Друге пешадијске чете. Након тога, из обе чете је одабрано 26 бораца од којих је формиран Коњички ескадрон, организован у два одељења. Задатак ескадрона био је непосредно обезбеђење Врховног команданта НОВ и ПОЈ и он је овај задатак обављао све до 1. новембра 1944. када га је након формирања Гардијске бригаде преузела Официрска чета. Команду Коњичког ескадрона чинили су — командир Раде Ристановић, политички комесар Дамјан Родић, заменик командира Драган Глигорић, заменик политичког комесара Гроздан Ђукановић и омладински руководилац Радоња Додиг. У саставу ескадрона налазили су се лични-пратиоци Врховног команданта — Бошко Чолић, Зарије Стругар и Никица Прља (пратилац-возач) и лични пратилац заменика Врховног команданта Александра Ранковића — Милорад Грујичић.

### Боравак у Јајцу и Дрвару, 1943/1944.
Са Петровог Поља Врховни штаб НОВ и ПОЈ је 25. августа 1943. прешао у ослобођено Јајце, где је боравио до 6. јануара 1944. године. Врховни командант сместио се у кући у близини водопада Пливе, а чланови Врховног штаба и његови органи по оближњим кућама. Коњички ескадрон био је у кући недалеко од Титове, а савезничка мисија у кући на ушћу Пливе у Врбас, где је била и десетина која их је обезбеђивала. Штаб Пратећег батаљона и Друга чета сместили су се у кругу фабрике карбита, а Прва чета у школи испред старе тврђаве. Изузев Тита, који је неколико пута мењао место боравка, сви остали су задржали првобитни смештај до краја боравка у Јајцу. Како првих дана у граду није било других партизанских јединица, Пратећи батаљон је преузео и обезбеђење свих улаза у град, као и осетљивих места у граду.
При Врховном штабу у Бихаћу је организовано више радионица — кројачка, обућарска, за поправку наоружања и др, а у њима су између осталих радили борци Пратећег батаљона. У кројачкој и ковачкој радионици израђене су прве ознаке за официрске и подофицирске чинове НОВЈ који су најпре подељени члановима Врховног штаба и његових органа, старешинама у Пратећем батаљону, слушаоцима Официрске школе Врховног штаба и слушаоцима подофицирских курсева, након чега су наредне количине слате у јединице НОВ и ПОЈ. У Јајце је 17. септембра 1943. дошао бригадир Фицрој Маклејн, члан британског парламента, који је по доласку постао шеф званичне Савезничке војне мисије, у чији су састав ушли британско Одељење за везу и америчка Посматрачка група. Специјална десетина која је обезбеђивала војну мисију добила је тада десетак нових бораца и прерасла у вод, који су остали борци називали „Енглески вод”. За командира вода постављен је Томо Васић, а за политичког делегата и заменика командира Бошко Лековић.
Половином септембра 1943. у Јајце је стигла Трећа инжињеријска чета, која се од напуштања Петровог Поља налазила у околини Доњег Вакуфа, где је рушила железничку пругу Травник—Доњи Вакуф и мостове на том делу пруге, као и тунел Комар. Након доласка у Јајце ова чета је издвојена из Пратећег батаљона и од ње је 16. септембра 1943. формиран Инжињеријски батаљон Врховног штаба, чији је командант био мајор Жива Ђорђевић. После издвајања Треће инжињеријске чете, Пратећи батаљон је допуњаван са борцима из Пете крајишке дивизије, Шестог славонског корпуса, бригаде Браћа Радић, Шесте личке дивизије Никола Тесла, Тринаесте пролетерске бригаде Раде Кончар и разних пролетерских бригада, као групом бораца, која је успела да побегне из концентрационог логора у Аустрији. Истовремено је један број припадника Пратећег батаљона упућен на руководеће дужности у другим јединицама НОВ и ПОЈ. Потом је новембра 1943. извршена реорганизација Штаба Пратећег батаљона, чији је састав био следећи — командант Милорад Мића Јанковић, политички комесар Драго Божовић, заменик команданта Раде Ристановић, заменик политичког комесара Радован Грковић, интендант Војо Никетић и референт санитета др Стјепан Штајнер. Друго заседање АВНОЈ-а одржано је 29/30. новембра 1943. у згради Дома културе, коју је претходно преуредио Инжињеријски батаљон, а непосредно обезбеђење дворане за време одржавања заседања вршила је Друга чета Пратећег батаљона. Почетком децембра 1943. непријатељски авиони су све чешће почели да надлећу град, а један пут га је бомбардовала немачка авијација. Том приликом тешко је рањен водник Витомир Враштановић, борац Прве чете, који је преминуо након два дана.
Након четири и по месеца, Врховни штаб је напустио Јајце и почетком јануара 1944. прешао у Дрвар, где се сместио део Врховног штаба и Пратећег батаљона. Комора Врховног штаба отишла је у Босански Петровац, а Врховни командант, са ужим делом Врховног штаба и делом његових органа, сместио се у Потоцима, на падинама Клековаче, где су га обезбеђивали Коњички ескадрон и Друга чета. Овде је остао до 28. јануара, када је и он прешао у Дрвар, где се са ужим делом Врховног штаба, сместио у зграду, поред десне обале Унца, која је названа „Маркова кућа”. Обезбеђење објекта вршио је Коњички ескадрон, који је био смештен у засебној кући у близини, док је шире обезбеђење објекта вршила Друга чета. Од половине фебруара 1944. немачки авиони су чешће надлетали и повремено бомбардовали Дрвар, услед чега су Тито и чланови Врховног штаба морали да напуштају „Маркову кућу” и одлазе у оближњу пећину, па је донета одлука да инжињеријски батаљон сагради дрвену кућицу испред улаза у пећину. У овој кућици боравили су и радили Врховни командант Тито и начелник Врховног штаба Арсо Јовановић. Током боравка у Дрвару, Пратећи батаљон је допуњен са око 85 бораца из Шесте личке дивизије, главних штабова за Војводину, Хрватску и Словенију, Прве пролетерске дивизије и других јединица НОВЈ. Истовремено је извршена реорганизација Пратећег батаљона и у његовом саставу формиране још две чете. Најпре је крајем фебруара 1944. вод који је обезбеђивао савезничке војне мисије прерастао у Трећу чету, која је имала 80 бораца подељених у два вода. Штаб Треће чете чинили су — командир Марко Радуловић, политички комесар Коста Стојановић, заменик командира Симо Сабљић и заменик политичког комесара Борко Цекић, док су командири водова били Симо Сабљић и Томо Васић. Задатак ове чете био је обезбеђење Англо-америчке војне мисије, за чијег је заменика шефа, крајем 1943, дошао Рандолф Черчил, син британског премијера Винстона Черчила, као и Совјетске војне мисије, предвођене генералом Николајем Корњејевим, која је 23. фебруара 1944. дошла у Врховни штаб. Средином марта 1944. формирана је митраљеско-противавионска чета, која је названа Трећа, па је дотадашња Трећа преименована у Четврту чету. Чета је имала 64 борца, подељена у два вода. Штаб нове Треће чете чинили су — командир Андрија Медић, политички комесар Миле Ћурувија и заменик политичког комесара Јанко Бајић, док су командири водова били — Бранко Павловић Председник и Ђуро Недић. Непосредно пред немачки десант, крајем маја 1944. Пратећи батаљон је имао око 360 припадника.
За време боравка у Дрвару, Пратећи батаљон је поред разних редовних, али и ванредних задатака, налазио времена и за спортске активности. Имао је добру фудбалску екипу, која је неколико пута победила фудбалске екипе Врховног штаба и Прве пролетерске бригаде, а почетком маја 1944. и екипу Англо-америчке мисије. На поклон од Рандолфа Черечила фудбалери Пратећег батаљона добили су неколико дресова и фудбалских лопти. Најбољи играч у екипи био је водник Бранко Цар, борац Четврте чете. Средином марта 1944. командант Савезничке команде за Средоземље генерал Хенри Вилсон послао је на поклон Врховном команданту НОВ и ПОЈ џип марке Вилис МБ са приколицом, који је авионом пребачен на партизански аеродром Медно Поље. Никица Прља, лични пратилац-возач довезао је џип са Медног Поља у Дрвар, где га је за потребе Врховног команданта возио све до немачког десанта. Из Дрвара је у Москву крајем марта 1944. упућена Војна мисија НОВЈ, чији је шеф био генерал-мајор Велимир Терзић, а један од чланова је био заставник Марко Поповић Пипер, дотадашњи командир курира Врховног штаба. Услед све чешћих ваздушних напада на Дрвар, почетком априла 1944. начелник Техничког одсека Врховног штаба Владимир Смирнов, започео је уређење пећине у селу Бастаси, у околини Дрвара, у коју се половином истог месеца преселио Тито, док су остали чланови Врховног штаба остали у Дрвару. Обезбеђење пећине у Бастасима вршила је прва десетина Коњичког ескадрона, док је друга десетина обезбеђивала пећину у Дрвару. Шире обезбеђење пећине у Бастасима вршила је Друга чета Пратећег батаљона. Од половине априла до 24. маја 1944. Тито је живео и радио у пећини у Бастасима, а у Дрвар је одлазио само по потреби. Дан уочи прославе свог 52 рођендана, одлучио је да преноћи у пећини у Дрвару, где га је у рану зору 25. маја 1944. задесио почетак немачког ваздушног десанта.

### Десант на Дрвар, 25. мај 1944.
Како би уништили главнину партизанских снага, која се налазила у западној Босни и тиме обезбедили позадину својих јединица, које су на јадранској обали очекивале искрцавање англо-америчких снага, Немци су у пролеће 1944. испланирали опсежну операцију против НОВЈ. Након добијања података да се руководство НОВЈ налази у Дрвару, командант Друге оклопне армије генерал Лотар Рендулић, који је руководио операцијом, одлучио је да она започне ваздушним десантом на Дрвар (Операција Коњићев скок), у коме би најпре било убијено или ухваћено руководство НОВЈ, а потом у концентричном нападу моторизованих и пешадијских јединица, јачине више од 20.000 људи, уништена главнина снага НОВЈ. За почетак операције одређен је 25. мај 1944, дан за који се сумњало да је Титов рођендан. Ваздушни десант изведен је у два нападна таласа — први јачине 730, а други јачине 180 падобранаца (Фалширмјегера) из ојачаног 500. СС падобранско-ловачког батаљона. На почетку десанта, у Дрвару се од партизанских јединица налазио Пратећи батаљон, са половином људства, делови Инжињеријског батаљона и Тенковска чета Првог пролетерског корпуса. Јединице Пратећег батаљона, које су се налазиле ван Дрвара, биле су размештене на следећи начин — Други вод Прве чете налазио се већим делом у Потоцима, на обезбеђењу резервног командног места, а мањим делом у Босанском Петровцу, на обезбеђењу коморе Врховног штаба; група бораца налазила се у Шиповљанима, на обезбеђењу штампарије Врховног штаба; неколико бораца Коњичког ескадрона и други вод Друге чете налазили су се у Бастасима, на обезбеђењу тамошње пећине. Јединице Пратећег батаљона, које су се налазиле у Дрвару, биле су распоређене на следећим положајима — Коњички ескадрон био је на обезбеђењу пећине у којој се налазио Врховни штаб; делови Друге чете налазили су се десно од пећине, а први вод Прве чете лево од пећине; Први вод Треће митраљеске чете запосео је плато испред пећине, док је Други вод исте чете био у рејону гробља; део бораца Четврте чете налазио се на положају десно од Друге чете и на платоу испред пећине. Мањи део Четврте чете је одмах по почетку десанта, обезбеђивао евакуацију савезничких војних мисија из Дрвара у Потоке. У кругу фабрике целулозе налазили су се делови Инжињеријског батаљона, који су одмах по избијању десанта прешли на плато испред пећине, али иако бројнији од бораца Пратећег батаљона, били су слабо наоружани. Сем мањих заштитних група, при команди места и подручја, у Дрвару других борбених јединица није било. Шире дрварско подручје, на великој удаљености, обезбеђивале су јединице Првог пролетерског и Петог ударног корпуса, а најближа јединица, која се налазила у Трубару, удаљеном око 20 километара, била је Трећа личка бригада Шесте пролетерске дивизије Никола Тесла.
Ваздушни десант на Дрвар почео је бомбардовањем, а када је оно завршено, транспортни авиони су почели са избацивањем падобранаца, као и откачивањем једрилица, у којима су се налазили војници. Највећи број падобранаца спустио се у центар града, а једрилице око Команде мета и ближе путу који води према Босанском Петровцу и Мандића мосту. Командир Прве чете Петар Трикић добио је наређење да од својих бораца и бораца пристиглих са других положаја, организује одбрану на платоу испред пећине. Након спуштања, падобранци су своје дејство првобитно усмерили према гробљу, а потом према Унцу и коси Градина, где се налазила Титова пећина. Прва помоћ борцима Пратећег батаљона дошла је из Шиповљана, одакле је стигло више од сто слушалаца Официрске школе, као и група од 30 графичких радника, који су радили у штампарији Врховног штаба. Око поднева, уследио је други талас падобранаца, који је иако мањи, био доста опаснији од првог, јер је своје дејство одмах усмерио у правцу пећине, а сви падобранци су код себе имали Титову фотографију. Када су се немачке снаге приближиле обали Унца, ситуација је постала критична, јер је Врховни штаб остао „заглављен” у пећини. Заменик Врховног команданта Александар Ранковић, који се заједно са Арсом Јовановићем и Сретеном Жујовићем, налазио на положају испред пећине, послао је тада поруку Титу да одмах напусте пећину. Уз помоћ канапа, Тито и чланови ужег дела Врховног штаба и његових служби, спустили су се из пећине у поток и пошли према десној обали Унца, одакле су под заштитом мртвих углова од ватре, прешли преко гребена Гранина, на његову другу страну и нашли се у природном закону. Овде су им се потом придружили Ранковић и Јовановић, док је Жујовић остао са борцима Пратећег батаљона. Ради обезбеђења Врховног штаба организован је део Коњичког ескадрона и група бораца Прве чете, са којима су кренули у правцу Аташеваца, а одатле у Потоке, где се налазило резервно командно место. Овде су их сачекале савезничке војне мисије, која су одмах на почетку бомбардовања евакуисане из Дрвара.
Усиљеним маршем из Трубара у Дрвар је око поднева стигла Трећа личка ударна бригада, чији су предњи делови одмах ступили у борбу против падобранаца. Након што су делови бригаде стигли испред десног положаја Пратећег батаљона, падобранци су потиснути ка граду, где су се сконцентрисали на гробљу, користећи заклон високог зида, који су Италијани изградили у лето 1941. године. Овде су остали до сванућа наредног дана, када су се партизанске снаге повукле из Дрвара, због наиласка из више праваца, јаких немачких моторизованих колона. Десант на Дрвар, био је уз битку на Сутјесци, један од најкритичнијих момената за безбедност Врховног штаба, али током њега није погинуо нико од његових чланова, нити чланова савезничких војних мисија. У току десанта погинуо је 21 припадник Пратећег батаљона, међу којима — 4 из Треће чете, 3 из Четврте чете и 1 из Друге чете, 3 из радионице Врховног штаба, један интендант и пратилац Едварда Кардеља Владо Миклавц. Такође, погинуло је и шест чланова радио-станице Врховног штаба, којом је руководио Вељко Драгићевић.

### Од Купрешког поља до Београда, 1944.
После повлачења из Дрвара, Пратећи батаљон је дошао у Потоке, где се налазио Врховни штаб и чланови савезничких војних мисија. Одавде су у ноћи 29/30. маја 1944. кренули према Шатору. Током пута, Врховног команданта и ужи део Врховног штаба, обезбеђивали су борци Коњичког ескадрона и Друге чете, док су остали делови Пратећег батаљона обезбеђивали органе Врховног штаба. Како су сутрадан приметили покрет немачких јединица, кренули су према Млиништу, где је у обезбеђење групе Врховног штаба укључена Трећа крајишка бригада. Пошто су наишли на јака непријатељска упоришта, у борбе су поред Треће крајишке бригаде, били укључени и делови Пратећег батаљона. Колона Врховног штаба је 3. јуна 1944. стигла на Виторог, где је дошло до привременог растанка бораца Пратећег батаљона и чланова Врховног штаба.
У пратњи Коњичког ескадрона, Врховни командант, чланови Врховног штаба и његових органа, као и чланови савезничких војних мисија, кренули су ка Купрешком пољу, одакле су исте вечери савезничким авионима пребачени за Бари. Током боравка у Барију, од 3. до 7. јуна, обезбеђење зграде у Бази НОВЈ, у којој је боравио маршал Тито, обезбеђивали су борци Коњичког ескадрона, који су одмах по доласку од Савезника добили нове униформе и наоружање. Након пар дана, са два британска ратна брода, Врховни штаб НОВ и ПОЈ, пребачен је на острво Вис, који је од тада па до половине октобра 1944. постао његово седиште. Непосредно обезбеђење Врховног штаба на Вису и даље су вршили припадници Коњичког ескадрона, док је шире обезбеђење, као и обезбеђење целог острва вршила 26. далматинска дивизија. Почетком августа 1944. на Вис је дошао заменик команданта Пратећег батаљона Раде Ристановић, који је тада поново одређен на личног пратиоца Врховног команданта. Приликом путовања Јосипа Броза Тита у Италију, од 6. до 15. августа, где је у Казерти, Риму и Напуљу имао сусрете са генералом Вилсоном, фелдмаршалом Александером и британским премијером Винстоном Черчилом, пратила су га десеторица бораца Коњичког ескадрона, које је предводио поручник Драган Глигорић, командир ескадрона. Међу њима, били су лични-пратиоци Никица Прља и Зарије Стругар. Када је 18. септембра 1944. Тито напустио Вис и пошао најпре за Крајову, а одатле у Москву, са њим је поново пошла група од десетак припадника Коњичког ескадрона, предвођена командиром, као и лични пратиоци Никица Прља и Бошко Чолић. Током боравка у Москви, од 22. до 28. септембра, где је водио разговоре са Стаљином, био је само у пратњи личних пратилаца. Због тајности боравка у Москви, пратиоци Прља и Чолић, нису ником од припадника Коњичког ескадрона говорили где су били. Из Крајове, Тито се 16. октобра 1944. пребацио у Вршац, где је остао до 25. октобра, када је дошао у ослобођени Београд. Непосредно пре његовог доласка, у Београд је из Вршца кренуо Иван Милутиновић, члан Врховног штаба, али је брод у који се укрцао у Панчеву, 23. октобра 1944. приликом пловидбе наишао на мину и потонуо у близини Вишњице. Поред Милутиновића, који се утопио у Дунаву, страдао је и његов пратилац Ђуро Кривокапић (1922—1944), са Цетиња, који је последњи борац Пратећег батаљона погинуо у рату.
Након одласка Врховног штаба и Коњичког ескадрона са Купрешког поља за Бари, Пратећи батаљон је привремено укључен у састав Првог пролетерског корпуса, под командом Коче Поповића. Најпре се налазио под командом Штаба корпуса, али је 25. јуна укључен у састав Прве пролетерске дивизије као његов 10. извиђачки батаљон. У саставу дивизије, батаљон је прешао пут од Купрешког поља до Фоче, успут водећи борбе против непријатеља. Немачке и усташко-домобранске јединице, отпочеле су средином јуна 1944. офанзивна дејства на протору централне Босне (Травник, Доњи Вакуф, Прозор) са циљем да са севера и северозапада снаге 1. пролетерске и 10. крајишке дивизије одбаце на линију Сарајево—Коњиц—Мостар. Вишедневне борбе вођене су на планинама Враници и Битовњи, а у њима је учествовао и Пратећи батаљон, водећи борбе против немачких и домобранских снага на превоју Сарајевска врата, на Враници, где је 25. јуна 1944. претрпео губитке од пет мртвих. Доласком у рејон Фоче, почетком јула 1944. дивизија је водила борбе против делова 7. СС дивизије Принц Еуген, у којима су учествовали Тринаеста пролетерска бригада и делови Треће крајишке бригаде. Пратећи батаљон је тада имао задатак да са делом снага обезбеди мост преко Дрине и образује посаду у Фочу, а са осталим снагама запоседне узвишења између Фоче и Крчиног брда. У борбама од 6. до 10. јула 1944. успео је да одбије све покушаје непријатеља да овлада мостом и продре у Фочу. У овим борбама погинуло је пет бораца Пратећег батаљона. Средином јула заједно са Трећом крајишком бригадом, пошао је према Дурмитору, где је 20. јула 1944. стављен под команду Штаба Другог ударног корпуса, под командом Радована Вукановића и одређен за обезбеђење партизанског аеродрома у Његовуђама, код Жабљака.
Све до половине августа 1944, Пратећи батаљон је обезбеђивао импровизовани аеродром у Неговуђама, на који су савезнички авиони допремали војну помоћ за НОВЈ. Како би спречио продор снага НОВЈ из Црне Горе у Србију, немачки 5. брдски СС армијски корпус је 13. августа 1944, уз садејство усташко-домобранских, бугарских и четничких јединица, покренуо операцију Рицебал са намером да јединице Другог ударног, Трећег босанског и 12. војвођанског корпуса набаци на масив Дурмитора и ту уништи. Како би избегле да буду опкољене, партизанске јединице су биле принуђене да се повлаче према Дурмитору и Волујку, али је њихов маневар био отежан због збегова народа, као и великог броја рањеника. Под притиском јаких немачких снага, Пратећи батаљон је морао да се из Недовуђа повуче у правцу Жабљака, а потом у кањон Таре, одакле је пошао ка Сушичком језеру, водећи успут борбе са немачким јединицама. Како би партизанске снаге, које су се налазиле у офанзиви, ослободио рањеника и тиме знатно олакшао њихову покретљивост, Врховни штаб је наредио да се са импровизованог аеродрома у близини села Доња Брезна, код Никшића, 22. августа 1944. изврши евакуација преко хиљаду рањеника. Након завршетка офанзиве, Пратећи батаљон је у очекивању доласка Врховног штаба НОВ и ПОЈ, обезбеђивао аеродром Брезна, на који је настављено допремање савезничке помоћи. У време боравка Врховног команданта НОВ и ПОЈ у Крајови, Пратећи батаљону је 21. септембра 1944, заједно са Првом армијског групом НОВ и ПОЈ, генерала Пека Дапчевића, упућен у Србију. Приликом продора јединица НОВЈ у Србију, септембра 1944. борци Пратећег батаљона водили су у рејону Јабуке, код Пријепоља, борбе са већом четничком групацијом, у којој су имале пет рањених бораца. Након разбијања четника, код Пријепоља, батаљон је наставио пут преко Нове Вароши, Златибора, Ариља и Ужичке Пожеге и почетком октобра 1944. стигао у Ваљево. Овде је одмах упућен на обезбеђење аеродрома у Дивцима. Током боравка батаљона у Ваљеву и Дивцима, борци су одлазили у околна села и учествовали на зборовима на којима је вршена мобилизација у НОВЈ. Како је одзив био добар, од мобилисаног људства из околине Ваљева, формирана је у батаљону Пета чета, која је после обуке расформирана, а њено људство упућено у друге партизанске јединице. У Ваљеву је 127 бораца Пратећег батаљона унапређено у подофицирске и официрске чинове.
Чланови Врховног штаба НОВ и ПОЈ, предвођени замеником Врховног команданта Александром Ранковићем, напустили су Вис и партизанским бродом Бакар прешли у Бари, одакле су 16. октобра 1944. савезничким авионом пребачени у Дивце. Овде их је сачекао Пратећи батаљон, у чијој су пратњи, истог дана прешли у Аранђеловац, где су остали до 21. октобра и завршетка борби за ослобођење Београда. Током боравка у Аранђеловцу, батаљон је већим делом био смештен у згради железничке станице, док је део бораца био размештен по кућама. Потом су возом и камионима, преко Младеновца, стигли у Београд и искрцали се на станици у Топчидеру. Борци батаљона смештени су тада у велику зграду на Топчидерској звезди, док је део бораца размештен у објекте у Румунској и Толстојевој улици, које је обезбеђивао. Први вод Друге чете ушао је у полуослобођени Београд, заједно са Ранковићем и групом чланова Врховног штаба, која је извршила припреме за долазак Врховног команданта НОВ и ПОЈ, осталих чланова Врховног штаба НОВ и ПОЈ и остатка Пратећег батаљона.

### Формирање Гардијске бригаде, 1944.
Након доласка у Београд, 25. октобра 1944. Јосип Броз Тито сместио се у кућу у Румунској улици 15, у  којој је током борби за ослобођење града боравио Штаб Прве армијске групе НОВ и ПОЈ предвођен генералом Пеком Дапчевићем. Коњички ескадрон смештен је тада у круг резиденције, а совјетски официри, који су се налазили у Титовој пратњи, у засебну кућу на Дедињу. Друга чета Пратећег батаљона преузела је шире обезбеђење резиденције. Како су се борбе против немачко-усташких снага у Срему, водиле у непосредној близини Београда, Четврта противавионска чета је на крову приземне зграде у кругу резиденције поставила два лака противавионска митраљеза. Противваздушну одбрану око резиденције појачале су и совјетске јединице постављањем једне батерије на положај у оближњој Лацковићевој улици. Непосредно пред Титов долазак у Београд, основан је у саставу Пратећег батаљона Специјални возни парк намењен за потребе Врховног команданта, који је у почетку имао свега неколико моторних возила, од којих два путничка. Командант возног парка био је капетан Никица Прља, Титов пратилац-возач. Крајем 1944. возни парк је ојачан доласком групе од десетак подофицира из Базе НОВЈ у Барију, где су завршили курсеве за возаче, саобраћајце и механичаре. Након ослобођења борци Пратећег батаљона су обезбеђивали Титову резиденцију, станове чланова Врховног штаба, Политбироа ЦК КПЈ и Националног комитета ослобођења, као и објекте у којима су се налазили чланови савезничких војних мисија.
Ратни пут Пратећег батаљона Врховног штаба НОВ и ПОЈ завршен је 1. новембра 1944. када је преформиран у Гардијску бригаду НОВЈ, која се састојала из два пешадијска батаљона, официрске и аутомобилске чете, специјалног возног парка, интендантуре и санитета. Улогу непосредног обезбеђења Врховног команданта, уместо Коњичког ескадрона, преузела је Официрска чета, чији је командир био Раде Ристановић, дотадашњи командир ескадрона. За команданта Гардијске бригаде и уједно ађутанта Врховног команданта НОВ и ПОЈ постављен је мајор Милан Жежељ, дотадашњи командант Тринаесте пролетерске бригаде Раде Кончар, а поред њега у Штабу Гардијске бригаде били су — политички комесар Миливоје Радовановић Фарбин, заменик команданта Стојан Жугић, помоћник политичког комесара Перо Ђурић, интендант Гаврило Дотлић и др. Дотадашњи командант Пратећег батаљона мајор Милорад Јанковић постао је тада командант Првог батаљона Гардијске бригаде. Штаб Гардијске бригаде сместио се у Дом гарде у Топчидеру, у некадашњем седишту Краљеве гарде Југословенске војске. Реорганизацијом снага НОВЈ оне су 1. јануара 1945. преименоване у Југословенску армију (ЈА), а Врховни штаб је 1. марта 1945. преименован у Генералштаб. С тим у вези, Гардијска бригада НОВЈ постала је Гардијска бригада ЈА.
Припадници Гардијске бригаде су до краја рата маја 1945. обезбеђивали Врховног команданта приликом његових посета Сремском фронту — 12. децембра 1944. и 16. јануара 1945. године. Приликом прве посете, на положајима Прве пролетерске дивизије, код Старе Пазове, непосредну пратњу чинили су борци Првог батаљона. Другу посету, на положајима Прве пролетерске бригаде, код Шидских Бановаца, изведена је у пратњи команданта Прве армије Пека Дапчевића и заменика Врховног команданта Александра Ранковића. Посета Врховног команданта Савезничких снага за Средоземље, фелдмаршала Харолда Александера, од 21. до 28. фебруара 1945, била је прва посета неког високог госта из иностранства, коме је дочек уприличила Почасна чета Гардијске бригаде. Поводом Међународног празника рада, 1. маја 1945. одржана је у Београду прва војна парада Југословенске армије. Свечана трибина налазила се на Теразијама, код хотела Москва, а испред трибине су у почасном шпалиру стајали припадници Официрске чете Гардијске бригаде. Више од половине састава Официрске чете били су носиоци Партизанске споменице 1941, а тројица су одликована Орденом народног хероја.
Након завршетка рата, Гардијска бригада је неколико пута мењала структуру и састав. Новембра 1946. прерасла је у Гардијску дивизију, са три гардијске бригаде и пратећим приштабским јединицама, а марта 1948. је преформирана у Команду гарде Југословенске армије, када добија ранг војне области, а њене бригаде постају пукови, док је суштинске послове гарде обављао Специјални гардијски пук, састава три батаљона, две самосталне чете и два вода. Нове измене у гарди биле су 1953, када је смањена формација Гарде ЈНА и када је Специјални гардијски пук прерастао у 118. специјалну гардијску бригаду. Команди гарде тада су придодати Морнарички одред са Бриона и Одред гардијских бродова. Децембра 1961. извршене су највеће до тада измене у саставу гарде, услед чега је расформирана Команда гарде и њени органи, а 118. специјална бригада постала је Гардијска бригада и преузела улогу дотадашње Команде гарде. Том приликом раздвојене су функције ађутанта Врховног команданта и команданта Гардијске бригаде, а Штаб Гардијске бригаде био је потчињен ађутанту Врховног команданта. Овакав састав Гардијска бригада имала је све до 1980, када је смањена њена формација, а она преименована у Гардијску моторизовану бригаду, чији је Штаб био непосредно потчињен Савезном секретаријату за народну одбрану, а наређења примао од Кабинета Председништва СФРЈ. Припадници гарде су од Титове сахране, а касније оснивања Меморијалног центра Јосип Броз Тито, вршили посао обезбеђења објекта и давања почасне страже у Кући цвећа. Оваква формација гарде остала је до трансформације ЈНА у Војску Југославије, 1992. када је формиран Корпус специјалних снага, у коју је укључена Гардијска моторизована бригада.

## Командни састав
Приказ командног састава свих пратећих јединица Врховног штаба, од формирања Страже септембра 1941. до формирања Гардијске бригаде, новембра 1944. године.
Стража Врховног штаба (24.9 — 16.12.1941):
- Лазо Трипковић, командир

Пратећи вод Врховног штаба (16.12.1941 — 18.3.1942):
- Лазо Трипковић, командир
- Албин Пиберник,[љ] политички делегат вода, од фебруара 1942.

Пратећа чета Врховног штаба (18.3 — 4.11.1942):
- Момчило Ђурић, командир
- Лазо Трипковић, заменик командира
- Албин Пиберник, политички комесар
- Владан Бојанић, заменик политичког комесара

Пратећи батаљон Врховног штаба (4.11.1942 — 4.11.1944):
- команданти: 
  - Момчило Ђурић, од формирања до новембра 1943.
  - Милорад Мића Јанковић, од новембра 1943. до новембра 1944.
- политички комесари:
  - Живорад Јеремић Моделар, од формирања до јуна 1943.
  - Ђуро Бошковић,[аи] од јуна до новембра 1943.
  - Драго Божовић, од новембра 1943. до новембра 1944.
- заменици команданта:
  - Милорад Мића Јанковић, од формирања до новембра 1943.
  - Раде Ристановић, од новембра 1943. до новембра 1944.
- заменици политичког комесара:
  - Бранка Савић, од формирања до јуна 1943.
  - Велимир Радичевић, од јуна до новембра 1943.
  - Радован Грковић, од новембар 1943. до фебруара 1944.
  - Бранко Вучинић, до фебруара до септембра 1944.
  - Јово Марчета, од септембра од новембра 1944.

Прва пешадијска чета Пратећег батаљона формирана је 4. новембра 1942. у Босанском Петровцу.
- командир:
  - Богосав Митровић Шумар, од формирања до марта 1944.
  - Перо Трикић, од марта до новембра 1944.
- политички комесар:
  - Стеван Балабан, од формирања до јуна 1943.
  - Лазо Балаћ, од јуна 1943. до новембра 1944.
- заменик командира:
  - Петар Трикић, од формирања до марта 1944.
- заменик политичког комесара:
  - Војин Стијеповић,[ћ] од формирања до јуна 1943.
  - Душан Вујановић, од јуна до новембра 1943.
  - Миле Врањеш, од новембра 1943. до новембра 1944.
- омладински руководилац:
  - Миле Врањеш, од формирања до новембра 1943.
  - Никола Беко, од новембра 1943. до новембра 1944.

Друга пешадијска чета Пратећег батаљона формирана је 4. новембра 1942. у Босанском Петровцу.
- командир:
  - Димитрије Кољковић Диша, од формирања до септембра 1944.
  - Симо Сабљић, од септембра до новембра 1944.
- политички комесар:
  - Радомир Дудић, од формирања до новембра 1943.
  - Рајко Губеринић, од новембра 1943. до новембра 1944.
- заменик командира:
  - Ратко Поповић, од формирања до јуна 1943.
  - Марко Радуловић, од јуна до новембра 1943.
  - Симо Сабљић, од новембра 1943. до марта 1944.
- заменик политичког комесара:
  - Драгутин Божовић, од формирања до новембра 1943.
  - Соломон Романо, до септембра 1943.
  - Љубомир Стојин, од септембра 1943. до новембра 1944.
- омладински руководилац:
  - Зарије Стругар, од формирања до јуна 1943.

Трећа пешадијска чета Пратећег батаљона формирана је марта 1943. у Гвози, код Фоче, али је расформирана јула 1943, након битке на Сутјесци, ради попуне Прве и Друге чете. Обновљена је фебруара 1944. у Дрвару, од вода за обезбеђење савезничких војних мисија, а марта 1944. након формирања митраљеско-противавионске чете преименована је у Четврту чету.
- командир:
  - Петар Јовановић Комирићанац,[о] од формирања до јула 1943.
  - Марко Радуловић, од фебруара до новембра 1944.
- политички комесар:
  - Милован Батановић Батан, од формирања до јула 1943.
  - Коста Стојановић, од фебруара до новембра 1944.
- заменик командира:
  - Војислав Стојчић, од формирања до јула 1943.
  - Симо Сабљић, од фебруара до септембра 1944.
- заменик политичког комесара:
  - Гроздан Ђукановић, од формирања до јула 1943.
  - Боривоје Секић, од фебруара до новембра 1944.
- омладински руководилац:
  - Радован Додиг, од формирања до јула 1943.

Трећа инжињеријска чета Пратећег батаљона формирана је 23. новембра 1943. у Босанском Петровцу, али је након формирања Треће пешадијске чете, марта 1943, преименована у Четврту инжињеријску чету. У саставу Пратећег батаљона остала је до септембра 1943. када је од ње формиран Инжињеријски батаљон Врховног штаба. 
- командир:
  - Душан Новаковић, од формирања до септембра 1943.
- политички комесар:
  - Милутин Деспотовић Омладинац, од формирања до септембра 1943.
- заменик командира:
  - Радојица Вуковић, од формирања до марта 1943.
  - Милован Пипер, од марта до септембра 1943.
- заменик политичког комесара:
  - Вјекослав Споја, од формирања до септембра 1943.
- омладински руководилац:
  - Станко Штетић, од формирања до септембра 1943.

Трећа митраљеско-противавионска чета Пратећег батаљона формирана је марта 1944. у Дрвару. 
- командир:
  - Андрија Медић, од формирања до новембра 1944.
- политички комесар:
  - Миле Ћурувија, од формирања до новембра 1944.
- заменик политичког комесара:
  - Јанко Бајић, од формирања до новембра 1944.

Коњички ескадрон Пратећег батаљона, формиран је августа 1943. на Петровом Пољу, као јединица која се старала о непосредном обезбеђењу Врховног команданта НОВ и ПОЈ. Након формирања Гардијске бригаде, Коњички ескадрон је реорганизован у Официрску чету.
- командири:
  - Раде Ристановић, од формирања до новембра 1943.
  - Предраг Глигорић Драган, од новембра 1943. до новембра 1944.
- политички комесари:
  - Дамјан Родић, од формирања до новембра 1944.
- заменици командира:
  - Предраг Глигорић Драган, од формирања до новембра 1943.
- заменици политичког комесара:
  - Гроздан Ђукановић, од формирања до марта 1944.
  - Радован Додиг, од марта од новембра 1944.

- Лични пратиоци Врховног команданта:
  - Бошко Чолић, од септембра 1941. до краја рата
  - Ђуро Вујовић Шпанац,[н] од фебруара 1942. до јуна 1943.
  - Раде Ристановић, од јуна 1942. до августа 1943. и од августа 1944. до краја рата
  - Никола Никица Прља (возач), од августа 1942. до краја рата
  - Зарије Стругар, од јуна 1943. до краја рата
- Лични пратиоци чланова Врховног штаба:
  - Милорад Грујичић, пратилац Александра Ранковића
  - Владо Миклавц,[и] пратилац Едварда Кардеља
  - Мирко Добриловић, пратилац Едварда Кардеља
  - Ђуро Кривокапић,[ај] пратилац Ивана Милутиновића
  - Љубан Шипка, пратилац Арса Јовановића

## Народни хероји
Осам бораца пратећих јединица Врховног штаба, од њеног формирања септембра 1941. до формирања Гардијске бригаде, новембра 1944. проглашено је  за народне хероје.
- Погинули борци:
  - Ђуро Вујовић Шпанац (1911—1943) лични пратилац Врховног команданта и борац Пратећег вода, Пратеће чете и Пратећег батаљона (децембар 1941 — јун 1943). Као југословенски добровољац борио се у Шпанском грађанском рату. Након напада на Пљевља, децембра 1941. постао је борац Прве пролетерске бригаде, али је убрзо потом, као један од бољих бораца, пребачен у састав Пратећег вода где је заједно са Бошком Чолићем одређен за личног пратиоца Врховног команданта НОВ и ПОЈ Јосипа Броза Тита. Погинуо је 9. јуна 1943, за време битке на Сутјесци, када је приликом немачког бомбардовања рањен Јосип Броз Тито. За народног хероја проглашен је 4. јула 1946. године.[124]
  - Петар Јовановић Комирићанац (1911—1944) борац Пратеће чете и Пратећег батаљона (март 1942 — фебруар 1944). У састав Пратеће чете дошао приликом њеног формирања марта 1942, заједно са групом бораца из Ваљевског партизанског одреда, чији је био борац. У Пратећем батаљону био најпре борац Прве чете, а од марта 1943. командир Треће чете. Фебруара 1944. пребачен у тада формирану Трећу српску пролетерску бригаду, на дужност заменика команданта батаљона. Погинуо је 1. новембра 1944. у борбама за ослобођење Чачка. За народног хероја је проглашен 6. јула 1953. године.[125]
  - Владо Миклавц Хенрик (1918—1944) пратилац Едварда Кардеља и борац Пратећег батаљона (новембар 1943 — мај 1944). Као Кардељев пратилац, на путу од Кочевја до Јајца, новембра 1943. распоређен је у Коњички ескадрон Пратећег батаљона. Погинуо је током десанта на Дрвар, 25. маја 1944. приликом борби за одбрану пећине у којој се налазио Врховни штаб. За народног хероја је проглашен 20. јула 1951. године.[126]
  - Милорад Мића Станојловић (1919—1942) борац Пратеће чете (март — септембар 1942). У састав Пратеће чете дошао приликом њеног формирања марта 1942, заједно са групом бораца из Ваљевског партизанског одреда, чији је био борац. Налазио се на дужности командира Првог вода. Погинуо је 30. септембра 1942, приликом упада у четничку заседу, која се налазила у непосредној близини места боравка Врховног штаба НОП и ДВЈ, у Млиништу, код Мркоњић Града. За народног хероја проглашен је 7. јула 1953. године.[124]

- Преживели борци:
  - Ђуро Дулић Лала (1912—2006) борац Пратеће чете (март—септембар 1942). У састав Пратеће чете дошао приликом њеног формирања марта 1942, заједно са групом бораца из Ваљевског партизанског одреда, чији је био борац. Септембра исте године упућен у Дванаесту славонску бригаду, где је преузео дужност команданта Првог батаљона. Крај рата дочекао на дужности команданта 12. славонске дивизије. Након рата наставио службу у ЈНА, пензионисан је 1973. у чину генерал-потпуковника. Орденом народног хероја одликован је 24. јула 1953. године.[127]
  - Радован Грковић (1913—1974) борац Пратећег батаљона (август 1943 — фебруар 1944). Након завршетка партијског курса, августа 1943. распоређен је у Пратећи батаљон, где је крајем новембра исте године од Веце Радичевића преузео дужност заменика политичког комесара. Ову дужност обављао је до фебруара 1944. када је по партијском задатку послат у Топлицу на дужност инструктора Покрајинског комитета КПЈ за Србију. Крај рата дочекао је на дужности руководиоца Другог одсека Одељења за заштиту народа (ОЗН) за Србију. Након рата био активни друштвено-политички радник СР Србије. Орденом народног хероја одликован је 27. новембра 1953. године.[128]
  - Радојица Ненезић (1921—1995) борац Пратеће чете (март—септембар 1942). У састав Пратеће чете дошао приликом њеног формирања марта 1942, заједно са групом бораца из Мачванског партизанског одреда, чији је био борац. Септембра 1942. послат је у Славонију, на дужност команданта батаљона Првог псуњског одреда. Крај рата дочекао на дужности команданта 28. славонске дивизије. Након рата наставио службу у ЈНА, пензионисан је 1981. у чину генерал-пуковника. Орденом народног хероја одликован је 20. децембра 1951. године.[129]
  - Велимир Радичевић (1914—2017) борац Пратећег батаљона (јун — август 1943). У састав Пратећег батаљона дошао је после завршетка битке на Сутјесци, јуна 1943. са дужности заменика политичког комесара Четвртог батаљона Пете пролетерске црногорске бригаде. По доласку је од Бранке Савић преузео дужност заменика политичког комесара Пратећег батаљона. Ову дужност вршио је до Другог заседања АВНОЈ-а у Јајцу, крајем новембра 1943. када је упућен у Далмацију на дужност заменика политичког комесара Девете далматинске бригаде. Крај рата дочекао на дужности заменика политичког комесара Пете српске дивизије Корпуса народне одбране Југославије. Након рата наставио службу у ЈНА, пензионисан је 1971. у чину генерал-потпуковника. Орденом народног хероја одликован је 10. јула 1953. године.[124]